# Boku dake ga inai machi
Boku dake ga inai machi (僕だけがいない街? 'En stad där bara jag är borta'), även känd som Erased, är en mangaserie skriven och tecknad av Kei Sanbe. Den gavs ut av Kadokawa Shoten i magasinet Young Ace från juni 2012 till mars 2016. En anime baserad på serien sändes på Fuji TV i januari 2016 till mars 2016. I Japan har serien sålts i mer än två miljoner exemplar och varit nominerad till en Osamu Tezukas Kulturpris.

## Handling
Serien handlar om Satoru Fujinuma, som besitter en övernaturlig förmåga som kan skicka honom tillbaka i tiden. När hans mor plötsligt blir mördad hamnar Satoru i en tid när han fortfarande var i grundskolan, vilket ger honom möjlighet att förhindra en kidnappning som tog livet av hans tre klasskamrater.

### Rollfigurer
Satoru Fujinuma (藤沼 悟 Fujinuma Satoru?)
Satoru är seriens huvudperson. Han arbetar som mangaka och på deltid som leverantör på pizzerian Oasi Pizza. Han besitter en förmåga som han kallar för "revival" (repris). Förmågan kan skicka tillbaka honom i tiden. När hans mor hittas död förs han bak i tiden när han var 10 år gammal. Shinnosuke Mitsushima och Tao Tsuchiya gör rösten i animen.
Airi Katagiri (片桐 愛梨 Katagiri Airi?)
Airi är en gymnasieelev och Satorus medarbetare på Oasi Pizza. Chinatsu Akasaki gör rösten i animen.
Kayo Hinazuki (雛月 加代 Hinazuki Kayo?)
Kayo är en av Satorus klasskamrater. Hon är ett av offren i kidnappningsfallet. Aoi Yūki gör rösten i animen.
Sachiko Fujinuma (藤沼 佐知子 Fujinuma Sachiko?)
Sachiko är Satorus mor och tidigare nyhetsjournalist. Minami Takayama gör rösten i animen.
Kenya Kobayashi (小林 賢也 Kobayashi Ken'ya?)
Kenya är en av Satorus klasskamrater som hjälper honom i jakten på mördaren. Yō Taichi gör rösten i animen.
Hiromi Sugita (杉田 広美 Sugita Hiromi?)
Hiromi är en av Satorus klasskamrater. Han är ett av offren i kidnappningsfallet. Akari Kitō gör rösten i animen.
Osamu (修 Osamu?)
Osamu är en av Satorus klasskamrater. Ayaka Nanase gör rösten i animen.
Kazu (カズ Kazu?)
Kazu är en av Satorus klasskamrater. Yukitoshi Kikuchi gör rösten i animen.
Aya Nakanishi (中西 彩 Nakanishi Aya?)
Aya är en student som är ett av offren i kidnappningsfallet.
Jun Shiratori (白鳥 潤 Shiratori Jun?)
Jun "Yuuki" arbetar med matleverans och döms för mordet på de tre offren. Takahiro Mizushima gör rösten i animen.
Gaku Yashiro (八代 学 Yashiro Gaku?)
Gaku är Satorus klassföreståndare. Mitsuru Miyamoto gör rösten i animen.

## Utgivning
Boku dake ga inai machi gavs ut av Kadokawa Shoten i det månatliga magasinet Young Ace från den 4 juni 2012 till den 4 mars 2016. Sammanlagt publicerades åtta tankōbon-volymer. Det finns också en light novel som heter Boku dake ga inai machi: Another Record. Den är skriven av Hajime Ninomae och gavs ut i webbmagasinet Bungei Kadokawa. En spinoff, Boku dake ga inai machi: Gaiden, blev publicerad den 4 juni 2016 i Young Ace. Spinoffen avslutades den 4 november 2016.
| Lista över tankōbon-volymer | Lista över tankōbon-volymer | Lista över tankōbon-volymer |
| Nr                          | Utgivningsdatum             | ISBN                        |
| --------------------------- | --------------------------- | --------------------------- |
| 1                           | 26 januari 2013             | ISBN 978-4-04-120557-0      |
| 2                           | 4 juni 2013                 | ISBN 978-4-04-120701-7      |
| 3                           | 4 december 2013             | ISBN 978-4-04-120911-0      |
| 4                           | 4 juni 2014                 | ISBN 978-4-04-101742-5      |
| 5                           | 29 december 2014            | ISBN 978-4-04-101743-2      |
| 6                           | 4 juli 2015                 | ISBN 978-4-04-103134-6      |
| 7                           | 26 december 2015            | ISBN 978-4-04-103675-4      |
| 8                           | 2 maj 2016                  | ISBN 978-4-04-103915-1      |

## Annan media

### TV-anime
En animeserie, producerad av A-1 Pictures och regisserad av Tomohiko Itō, började att sändas på Fuji TV den 7 januari 2016. Den hade 12 avsnitt. Musiken komponerades av Yuki Kajiura.
| Nr | Titel                                        | Originalvisning  |
| -- | -------------------------------------------- | ---------------- |
| 1  | "Flashing Before My Eyes" "Sōmatō (走馬灯?)" | 8 januari 2016   |
| 2  | "Palm of the Hand" "Tenohira (掌?)"          | 15 januari 2016  |
| 3  | "Birthmark" "Aza (痣?)"                      | 22 januari 2016  |
| 4  | "Accomplishment" "Tassei (達成?)"            | 29 januari 2016  |
| 5  | "Getaway" "Tōbō (逃亡?)"                     | 5 februari 2016  |
| 6  | "Grim Reaper" "Shinigami (死神?)"            | 12 februari 2016 |
| 7  | "Out of Control" "Bōsō (暴走?)"              | 19 februari 2016 |
| 8  | "Spiral" "Rasen (螺旋?)"                     | 26 februari 2016 |
| 9  | "Closure" "Shūmaku (終幕?)"                  | 4 mars 2016      |
| 10 | "Joy" "Kanki (歓喜?)"                        | 11 mars 2016     |
| 11 | "Future" "Mirai (未来?)"                     | 18 mars 2016     |
| 12 | "Treasure" "Takaramono (宝物?)"              | 25 mars 2016     |

### Spelfilm
En spelfilm hade biopremiär den 19 mars 2016 i Japan. Filmen regisserades av Yūichirō Hirakawa och är skriven av Noriko Gotō. I mars 2017 utannonserade Netflix en originalserie baserad på serien. Den kan ses i 190 länder.